# Susanne Rosenkranz

Susanne Rosenkranz 2023

Susanne Renate Rosenkranz (* 21. August 1972) ist eine österreichische Politikerin der Freiheitlichen Partei Österreichs (FPÖ). Seit dem 23. März 2023 ist sie Landesrätin für Arbeit, Tierschutz, Konsumentenschutz und Naturschutz der niederösterreichischen Landesregierung Mikl-Leitner III.

## Leben

### Ausbildung und Beruf
Susanne Rosenkranz studierte nach der Matura am Akademischen Gymnasium in Graz Rechtswissenschaften an der Universität Graz, das Studium schloss sie als Magistra ab.
Anschließend war sie im Versicherungs- und Immobiliengeschäft tätig. Während der Regierung Schüssel I war sie Büroleiterin im Staatssekretariat für Tourismus im Wirtschaftsministerium, später wurde sie parlamentarische Mitarbeiterin für die Freiheitlichen.

### Politik
2017 folgte sie ihrem Ehemann Walter Rosenkranz, dem späteren Volksanwalt, Bundespräsidentschaftskandidaten und Nationalratspräsidenten als FPÖ-Fraktionsführerin im Gemeinderat in Krems an der Donau nach. Ab 2019 war sie Stadträtin der Stadt Krems. Bei der Wahl im September 2022 kandidierte sie als Spitzenkandidatin in Krems, dabei erhielt die FPÖ ein zweites Stadtratsmandat.
Im Zuge der Landtagswahl in Niederösterreich 2023 kandidierte sie auf der Landesliste und erhielt über diese ein Mandat im Landtag. Am 17. März 2023 wurde bekannt, dass sie neben Udo Landbauer und Christoph Luisser der Landesregierung Mikl-Leitner III als Landesrätin für Arbeit, Konsumentenschutz und Naturschutz angehören soll. Am 23. März 2023 wurde sie in der konstituierenden Sitzung der XX. Gesetzgebungsperiode mit 37 von 56 möglichen Stimmen zur Landesrätin gewählt. Ihren Kremser Stadtratssitz übernahm Christoph Hofbauer.
Im Oktober 2023 forderte sie die Öffnung des Zivildienstes auch für Frauen.